# 蔡亦竹
蔡亦竹（1975年4月4日—）是生於中華民國臺中市后里的台灣民俗學與文化人類學者，專攻日本民俗學。畢業於中國文化大學日文系，日後取得日本筑波大學地域研究科日本研究碩士、人文社會科學研究科文學博士，師從古家信平。專精於民俗學、人類學，目前任教於台灣實踐大學應用日文學系。代表著作為《表裏日本》及《風雲京都》，並在YouTube開設介紹日本文化習俗的華語頻道「蔡桑」、「蔡桑神鬼夜話」以及介紹台灣民俗文化的日語頻道「冷気開放 台湾情報チャンネル」。

## 個人特徵
- 因為喜歡豬哥亮的主持，所以自稱自己的講座是「歌廳秀」；

- 擔任台灣「人中之龍」遊戲臉書粉絲團的創辦人。綜合以上特質，被稱呼為「中二教授」。

- 國家意識形態方面，支持台灣獨立，並曾發表「民主社會的最大壞處，就是得和這些人格嚴重破損的貨色一樣一人一票」等言論[1]。

## 著作
- 《表裏日本：民俗學者的日本文化掃描》（遠足文化，2016.11），ISBN 9789869366328
- 《風雲京都：京都世界遺產的文化人類學巡檢》（遠足文化，2017.04），ISBN 9789869470407
- 《圖解日本人論：日本文化的村落性格解析》（遠足文化，2018.07），ISBN 9789578630567
- 《蔡桑文化塾：從娛樂出發的日本史》（方格子，2018.11），ISBN 9789869346467
- 《蔡桑說怪 : 日本神話與靈界怪談, 有時還有臺灣》（圓神，2019.10），ISBN 9789861336992
- 《日本宗教文化論》（前衛，2023.12），ISBN 9786267325612

## 演出作品

### 電視劇
| 年份   | 播出頻道     | 片名            | 導演                   | 飾演     | 備註 |
| 2021年 | YouTube 公視 | 《國際橋牌社2》 | 汪怡昕、林世章、孫大軍 | 棒球隊長 | 客串 |

## 外部連結
- 蔡亦竹 （页面存档备份，存于）的Facebook專頁
- 亦竹的日本總合研究院的Facebook專頁
- 蔡亦竹的Twitter專頁
- 蔡亦竹的Instagram專頁
- 蔡桑 （页面存档备份，存于）的YouTube專頁
- 教授不想上課 （页面存档备份，存于）的YouTube專頁

- 蔡亦竹 | 想想論壇 (thinkingtaiwan.com) （页面存档备份，存于）
- 換日線 - 乙山武相莊 （页面存档备份，存于）
- 轉角國際 - 蔡亦竹專欄 （页面存档备份，存于）
- SOSreader - 皇民養成塾 （页面存档备份，存于）

1. ↑  . 2021-06-23  [2022-08-22] （中文（臺灣））.